# FitGirl Repacks
FitGirl Repacksは、違法に複製されたコンピュータゲームを配布するウェブサイトである。FitGirl Repacksはゲームを「リパック（大幅に圧縮）」することで知られており、これにより効率的なダウンロードと共有が可能となっている。TorrentFreakは、FitGirl Repacksを2024年に第6位、2020年には第9位の人気トレントサイトとしてランク付けしている。
サイトの創設者であるFitGirlは、ゲームをクラッキングしているわけではなく、既存のインストーラーやWarezネットワークによる違法コピーを基に、それらを大幅に小さなサイズへリパックしている。これらのリパックされたゲームは、通常Windows向けに限定され、オンラインストレージやBitTorrentを通じて配布されている。インストール時には、上妻宏光による「月冴ゆ夜」という楽曲が同梱されているのが一般的である。
FitGirl Repacksのマスコットは、ジャン＝ピエール・ジュネの2001年のフランスのロマンティック・コメディ映画『アメリ』におけるオドレイ・トトゥの姿である。

## 歴史
2012年、FitGirlは友人たちと共有するためにゲームファイルの圧縮を始めた。後に、海賊版サイトにある他者のリパックが自作のリパックよりも小さいことに気づき、圧縮を最適化する方法を学ぶ決意をした。自身のリパックが既存のものよりも最適化されるようになると、それらを公開することを決意した。彼女が最初に公開したリパックは、『Geometry Wars 3: Dimensions』であり、2016年7月6日にロシアのBitTorrentトラッカーで配布された。彼女のリパックは人気を博し、2020年にはTorrentFreakによって「インターネット上で最も有名なリリーサー」と評された。
2016年のインタビューにおいて、FitGirlは自分が20代でコンピュータ関連の仕事をしていると述べた。彼女は自らを「女性であることを多少誇りに思っている」とし、当時のP2Pシーンで唯一の女性リパッカーであると語った。また、ロシアで生まれたが、現在はラトビアを拠点としていると主張している。